# Élections de mi-mandat aux États-Unis

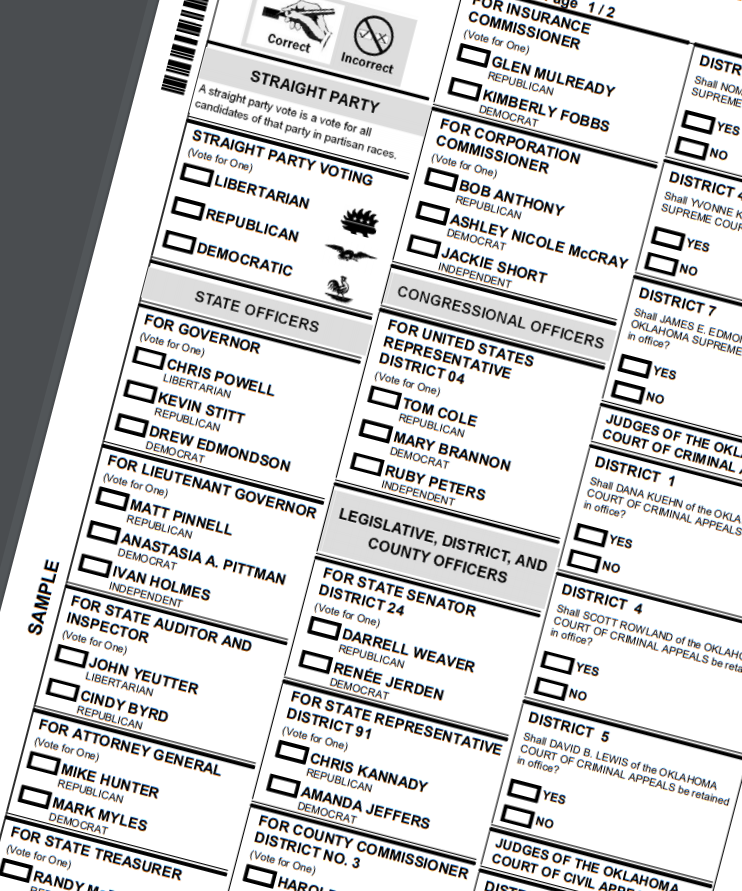
Bulletin de vote pour les élections générales de mi-mandat en Oklahoma en 2018.

Les élections de mi-mandat (en anglais : midterm elections) sont des élections des deux chambres du Congrès des États-Unis qui se tiennent au milieu du mandat quadriennal du président américain, d'où leur nom. Elles rythment la politique intérieure américaine. L'ensemble des 435 sièges de la Chambre des représentants est renouvelé, ainsi qu’un tiers des 100 sièges du Sénat (la Chambre des représentants est entièrement renouvelée tous les deux ans — donc en même temps que l'élection présidentielle et lors des midterms — et le Sénat est, lui, renouvelé d'un tiers tous les deux ans, donc lors de l'élection présidentielle et lors des midterms).  
Le même jour, de nombreux États fédérés, comtés et villes américaines organisent les élections de leurs propres représentants, sur le modèle fédéral, ou des référendums. Ainsi, presque les deux tiers des gouverneurs, investis du pouvoir exécutif de leur État, seront élus ce jour-là. 
Les élections de mi-mandat interviennent, comme toutes les élections fédérales, le mardi suivant le premier lundi de novembre (Election Day). Ainsi, les dernières élections de mi-mandat ont eu lieu le 5 novembre 2024, les prochaines auront lieu le 4 novembre 2026.

## Historique des résultats
Ipsos France a indiqué en 2018 que « depuis 1860 et la mise en place du duopole partisan entre démocrates et républicains, 37 des 41 midterms se sont soldées par un recul du parti du président à la Chambre des représentants, le seul organe du pouvoir à être intégralement renouvelé lors de ces scrutins », à la fois parce que les partisans du président sont moins mobilisés que lors de l'élection présidentielle et parce que ce sont surtout les électeurs mécontents qui se rendent aux urnes lors d’un scrutin traditionnellement peu mobilisateur,.
| Année | Président en fonction | Parti présidentiel | Gain ou perte en sièges pour le parti du président | Gain ou perte en sièges pour le parti du président |
| Année | Président en fonction | Parti présidentiel | Représentants                                      | Sénateurs                                          |
| ----- | --------------------- | ------------------ | -------------------------------------------------- | -------------------------------------------------- |
| 2022  | Joe Biden             | Démocrate          | D-9                                                | D+1                                                |
| 2018  | Donald Trump          | Républicain        | R-38                                               | R+3                                                |
| 2014  | Barack Obama          | Démocrate          | D-13                                               | D-9                                                |
| 2010  | Barack Obama          | Démocrate          | D-64                                               | D-6                                                |
| 2006  | George W. Bush        | Républicain        | R-30                                               | R-6                                                |
| 2002  | George W. Bush        | Républicain        | R+8                                                | R+2                                                |
| 1998  | Bill Clinton          | Démocrate          | D+5                                                | 0                                                  |
| 1994  | Bill Clinton          | Démocrate          | D-54                                               | D-8                                                |
| 1990  | George H. W. Bush     | Républicain        | R-8                                                | R-1                                                |
| 1986  | Ronald Reagan         | Républicain        | R-5                                                | R-8                                                |
| 1982  | Ronald Reagan         | Républicain        | R-26                                               | 0                                                  |
| 1978  | Jimmy Carter          | Démocrate          | D-15                                               | D-3                                                |
| 1974  | Gerald Ford           | Républicain        | R-48                                               | R-4                                                |
| 1970  | Richard Nixon         | Républicain        | R-12                                               | R+1                                                |
| 1966  | Lyndon B. Johnson     | Démocrate          | D-48                                               | D-3                                                |
| 1962  | John F. Kennedy       | Démocrate          | D-4                                                | D+2                                                |
| 1958  | Dwight D. Eisenhower  | Républicain        | R-48                                               | R-12                                               |
| 1954  | Dwight D. Eisenhower  | Républicain        | R-18                                               | R-2                                                |
| 1950  | Harry S Truman        | Démocrate          | D-28                                               | D-5                                                |
| 1946  | Harry S Truman        | Démocrate          | D-54                                               | D-12                                               |
| 1942  | Franklin D. Roosevelt | Démocrate          | D-45                                               | D-8                                                |
| 1938  | Franklin D. Roosevelt | Démocrate          | D-72                                               | D-7                                                |
| 1934  | Franklin D. Roosevelt | Démocrate          | D+9                                                | D+9                                                |
| 1930  | Herbert Hoover        | Républicain        | R-52                                               | R-8                                                |
| 1926  | Calvin Coolidge       | Républicain        | R-9                                                | R-7                                                |
| 1922  | Warren Harding        | Républicain        | R-77                                               | R-7                                                |
| 1918  | Woodrow Wilson        | Démocrate          | D-22                                               | D-7                                                |
| 1914  | Woodrow Wilson        | Démocrate          | D-61                                               | D+4                                                |
| 1910  | William Taft          | Républicain        | R-57                                               | R-3                                                |
| 1906  | Theodore Roosevelt    | Républicain        | R-28                                               | R+2                                                |
| 1902  | Theodore Roosevelt    | Républicain        | R+9                                                | R+1                                                |
| 1898  | William McKinley      | Républicain        | R-24                                               | R+7                                                |

## Enjeux
Les élections sont importantes pour le président. En effet, de mauvaises élections de mi-mandat peuvent l'empêcher d'agir et d'appliquer le programme pour lequel il a été élu deux ans plus tôt. Depuis l'installation d'un bipartisme démocrate-républicain dans les années 1910, le parti représenté à la Maison-Blanche a presque toujours perdu des élus au Congrès à mi-mandat (voir tableau).
Les principales exceptions récentes concernent 1998 et 2002 :
- dans le premier cas, la procédure d'impeachment contre le président Clinton pour une affaire de mœurs, échouée, s'était retournée contre les républicains. Ceux-ci gardèrent le contrôle des deux chambres, mais avec cinq représentants de moins ;
- dans le deuxième cas, les attentats du 11 septembre 2001 ont exalté le soutien patriote envers le président républicain George W. Bush.

## Autres élections
Le même jour, les États fédérés organisent généralement les élections de leurs propres représentants, sur le modèle fédéral, et c'est souvent le moment choisi pour les élections des gouverneurs, investis du pouvoir exécutif de leur État. Il en va de même avec les législatures d'États. De nombreux États américains, comtés ou villes tiennent également ce jour des élections pour différentes fonctions locales ou des référendums.
36 des 50 États américains élisent leur gouverneur lors de ces élections, 34 pour un mandat de 4 ans, et 2 petits États de la côte Est, le Vermont et le New Hampshire, pour deux ans (ils tiennent donc également une élection du gouverneur lors de l'élection présidentielle).
Pour les élections de 2018, environ 150 référendums (initiatives populaires) se sont également tenus, un chiffre à peu près similaire à ceux des élections précédentes.
Les élections de mi-mandat qui tombent en fin de décennie (année finissant par un 0) ont un intérêt tout particulier. Constitutionnellement, les législatures qui y sont élues doivent redessiner les cartes électorales puisque le recensement fédéral décennal se termine. Ce qui permet aux vainqueurs d'y pratiquer le gerrymandering, un découpage électoral en faveur d'un parti ou d'une notabilité ("charcutage électoral"), ou en défaveur de l'autre camp. Ainsi, lors des élections de 2010, de nombreuses circonscriptions tenues par le Parti démocrate, parti du président alors en fonction Barack Obama, tombent aux mains des républicains qui ont pu changer la carte des circonscriptions pour la décennie suivante.